# Klaus Jungbluth Rodríguez
Klaus Jungbluth Rodríguez (geboren am 10. Juli 1979 in Guayaquil) ist ein ecuadorianischer Skilangläufer und war der erste Sportler seines Landes, der an Olympischen Winterspielen teilnahm.

## Werdegang
Vor seinen Aktivitäten im Skilanglauf versuchte sich Jungbluth bis zu einer Knieverletzung im Gewichtheben. Den Skilanglauf entdeckte er für sich, während er ein Auslandsstudium in Norwegen absolvierte. Noch eineinhalb Jahre vor seiner Teilnahme an den Olympischen Winterspielen 2018 gab es im schneearmen Ecuador keinen nationalen Skiverband, für dessen Gründung er sich beim Comité Olímpico Ecuatoriano erfolgreich einsetzte. Hierdurch wurde eine Teilnahme an Wettkämpfen auf internationaler Ebene möglich.
Im Oktober 2016 absolvierte er erste von der Fédération Internationale de Ski organisierte Wettkämpfe auf Rollskiern. Am 4. Februar 2017 debütierte er in Ravna Gora mit einem 32. Platz über 10 Kilometer klassisch im Skilanglauf-Balkan-Cup. Das erste internationale Großereignis, an dem Jungbluth als Skilangläufer teilnahm, waren die Nordischen Skiweltmeisterschaften 2017 im finnischen Lahti. Im Sprint im freien Stil am 23. Februar 2017 schied er auf dem 144. Platz in der Qualifikation aus. Auch über 15 Kilometer im klassischen Stil am 1. März 2017 konnte er keine Qualifikation für das Finalrennen erreichen.
Im Juli 2017 gab Jungbluth sein Debüt im Skilanglauf-Australia/New-Zealand-Cup im australischen Perisher Valley und erreichte im Sprint im freien Stil den 17. sowie über 10 Kilometer klassisch den 15. Rang. In der Saison 2017/18 nahm er an zwei Rennen im Rahmen des Skilanglauf-Alpencups im Ski- und Wintersportgebiet Campra teil und belegte im Sprint im klassischen Stil den 79. und über 15 Kilometer im freien Stil den 94. Platz, womit er ohne Punkte für die Alpencup-Gesamtwertung blieb.
Bei den Olympischen Winterspielen 2018 im südkoreanischen Pyeongchang war Jungbluth der einzige Teilnehmer für Ecuador und damit zudem der erste Sportler in der olympischen Geschichte Ecuadors überhaupt, der an Olympischen Winterspielen teilnahm. Er war Fahnenträger für Ecuador bei der Eröffnungsfeier am 9. Februar 2018. Auch bei der Schlussfeier am 25. Februar 2018 war er der ecuadorianische Fahnenträger. Jungbluth absolvierte das 15-Kilometer-Rennen im freien Stil am 16. Februar 2018 und belegte in 53:30,1 Minuten zunächst den 112. Platz. Durch mehrere nachträgliche Disqualifikationen anderer Athleten aufgrund von Dopingvergehen rückte er später auf den 108. Rang vor. Bereits im Vorfeld hatte er erklärt, dass sein Ziel nicht der Gewinn von Medaillen sei, sondern vor allem, andere lateinamerikanische Athleten hinter sich zu lassen. Sein größtes Ziel habe er bereits mit dem Gewinn eines Startplatzes erreicht.
Bei den Nordischen Skiweltmeisterschaften 2019 in Seefeld scheiterte Jungbluth über 15 Kilometer im klassischen Stil an der Qualifikation für das Finalrennen.